# Ga Geomdan Oryu
Ga Geomdan Oryu (Khu liên hợp công nghiệp Geomdan) (Tiếng Hàn: 검단오류(검단산업단지)역, Hanja: 黔丹梧柳(黔丹産業團地)驛) là ga tàu điện ngầm của Tàu điện ngầm Incheon tuyến 2 nằm ở Oryu-dong, Seo-gu, Incheon.

## Lịch sử
- 5 tháng 10 năm 2015: Tên ga được quyết định là Ga Geomdan Oryu (Khu liên hợp công nghiệp Geomdan)[3]
- 30 tháng 7 năm 2016: Bắt đầu kinh doanh với việc khai trương Tàu điện ngầm Incheon tuyến 2[4]

## Bố trí ga
| Bắt đầu·Kết thúc |
| \| N/B           |
| ↓ Wanggil        |

| Hướng Bắc | ● Incheon tuyến 2 | Kết thúc tại ga này                                             |
| Hướng Nam | ● Incheon tuyến 2 | Hướng đi Geomam · Văn phòng Seo-gu · Seongnam · Juan · Unyeon → |

## Xung quanh nhà ga
- Khu công nghiệp Geomdan
- Depot Oryu
- Làng Sutgol
- Metro Park City Ⅲ (Khu vực Wanggil 3) đang được triển khai.

## Hình ảnh

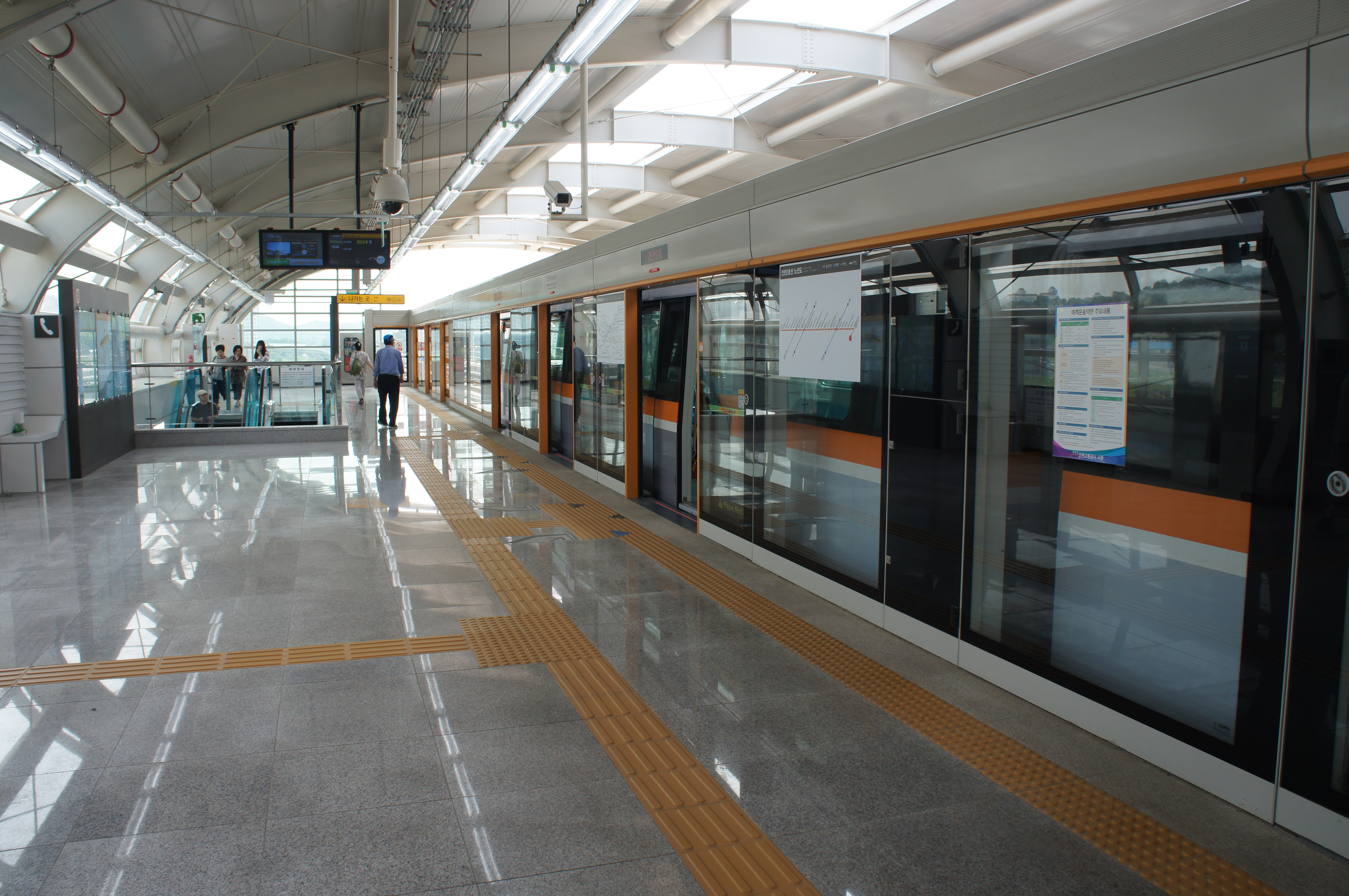
Sân ga
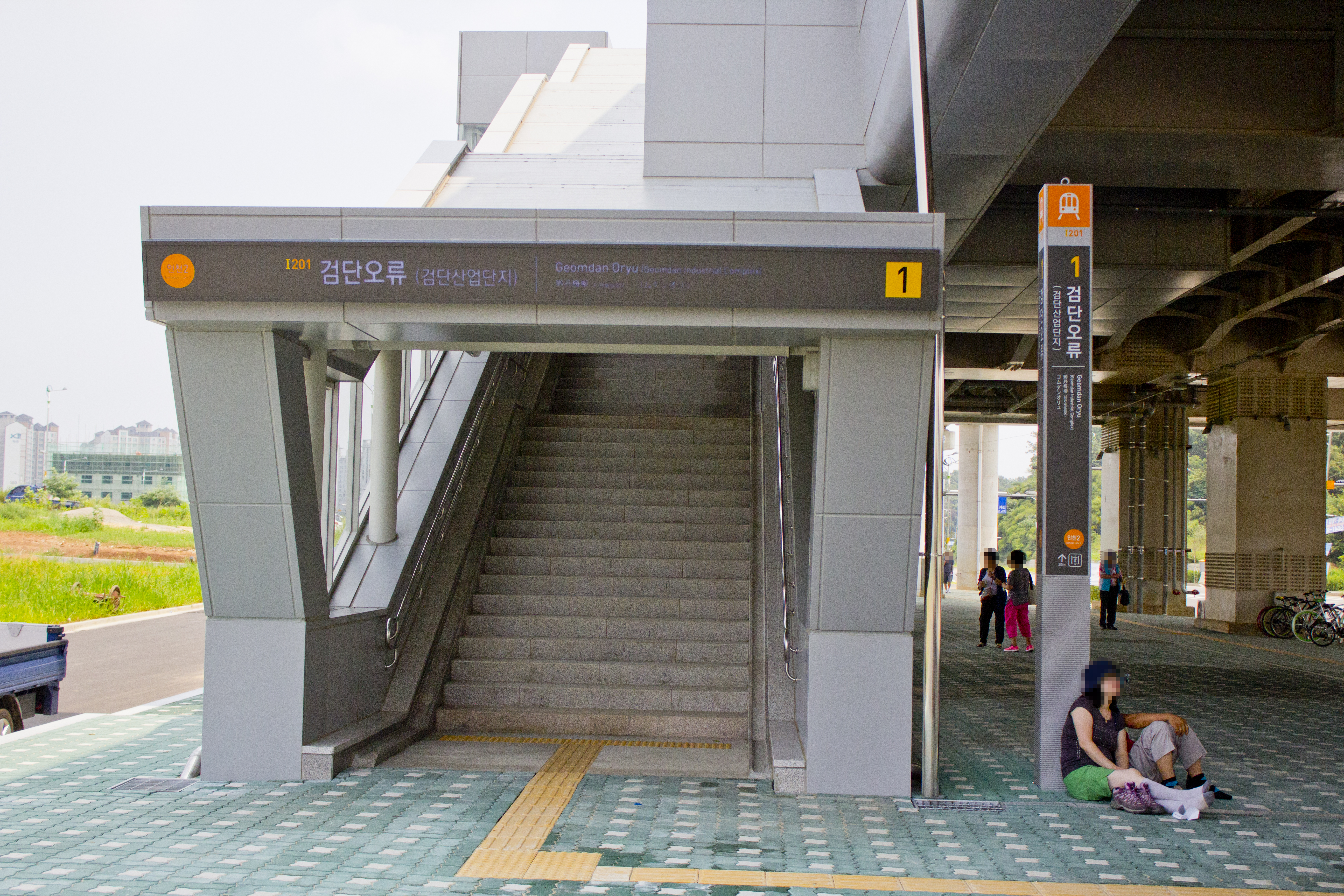
Ga Geomdan Oryu lối ra 1
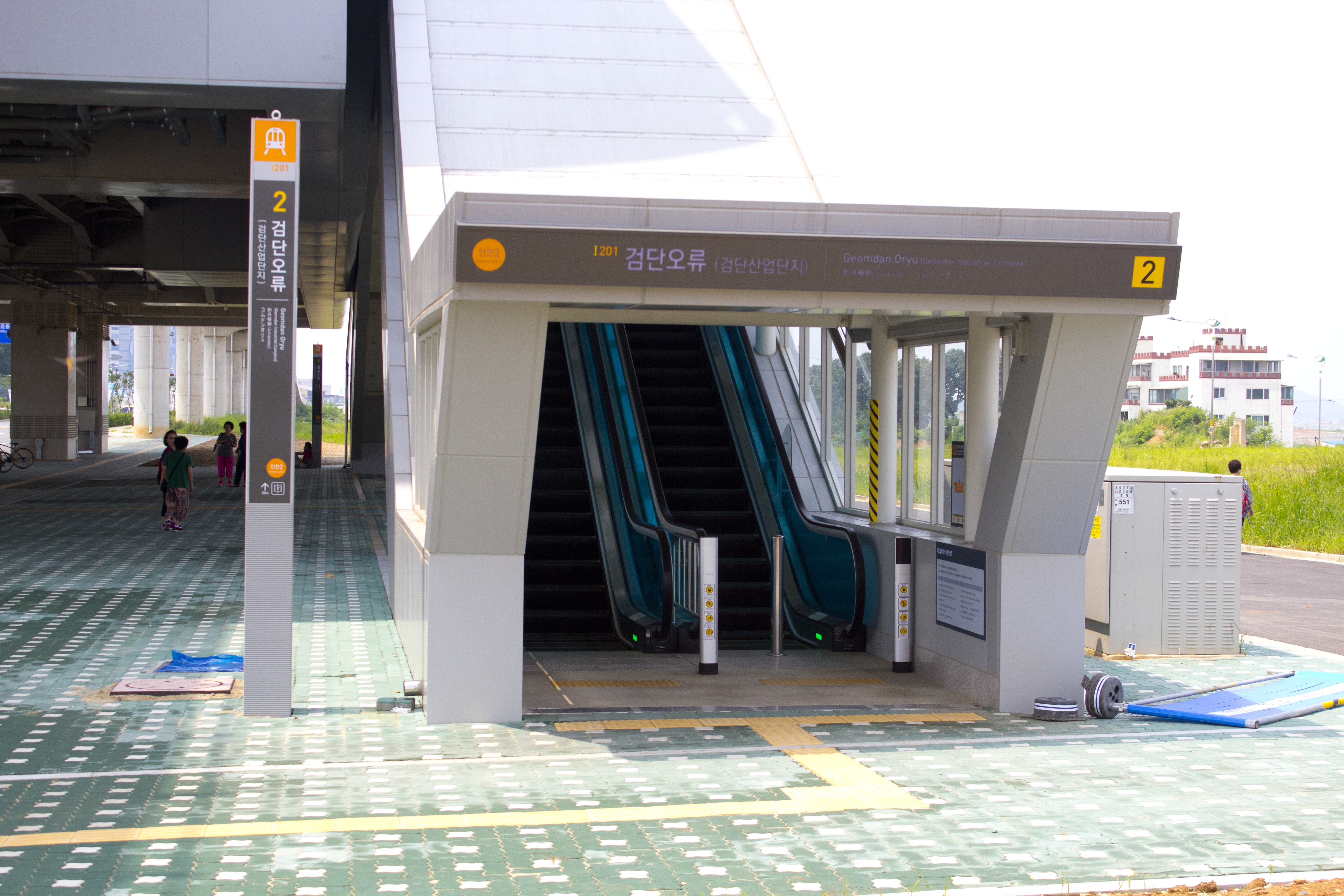
Ga Geomdan Oryu lối ra 2
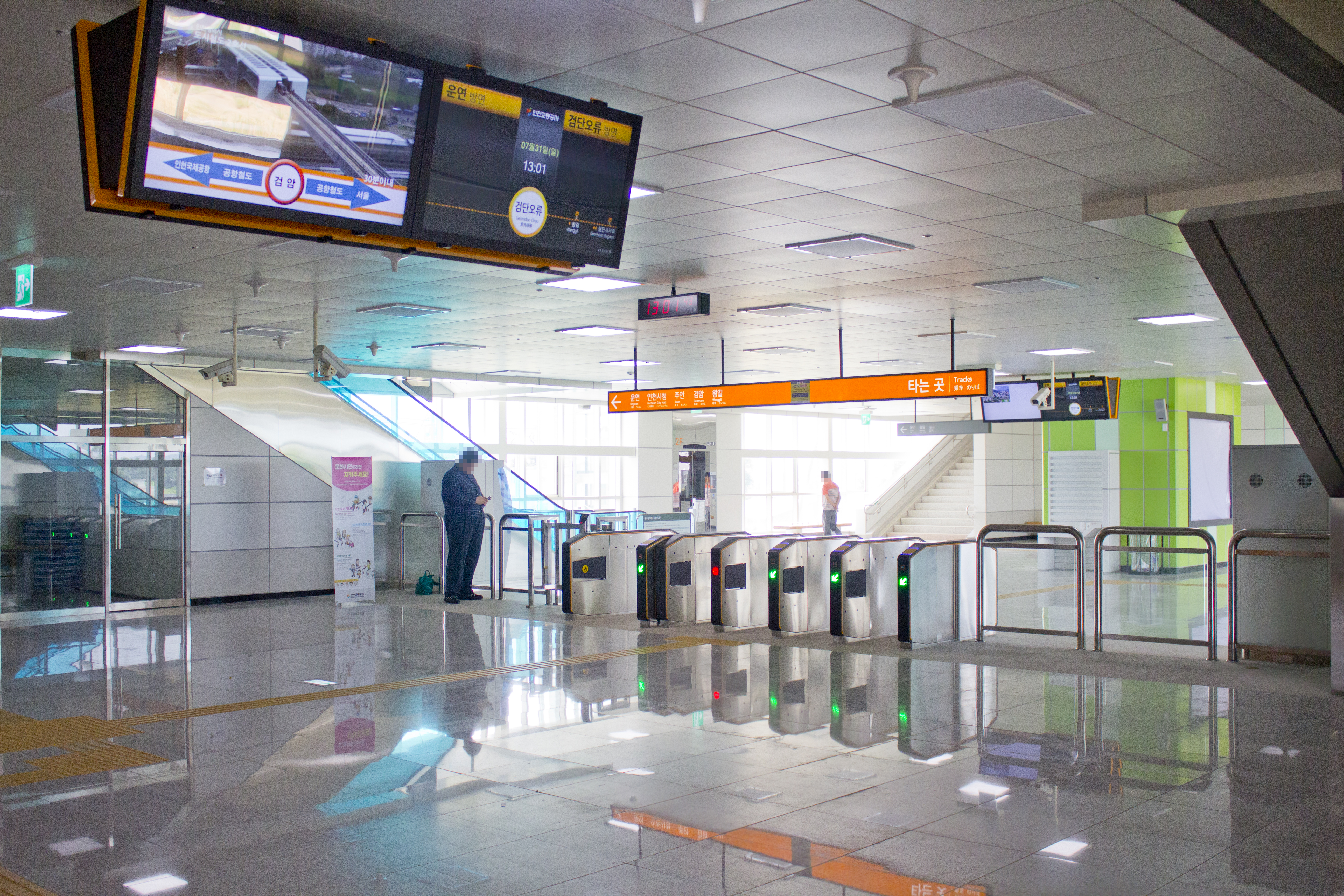
Phòng chờ Ga Geomdan Oryu